# Zbečno
Obec Zbečno (německy Sbetschno) se nachází v okrese Rakovník ve Středočeském kraji, v údolí řeky Berounky zhruba 15 km jihovýchodně od Rakovníka, 14 km severozápadně od Berouna a 18 km jihozápadně od Kladna. Žije zde 613 obyvatel.

## Historie
První písemná zmínka o osídlení pochází z roku 1003 (tedy nedlouho po první zmínce o přemyslovském hradišti na Křivoklátu). V Kosmově kronice je ves zmíněna v pověsti o knížeti Krokovi.
V prosinci roku 1100 zde byl spáchán atentát na českého knížete Břetislava II., jehož osnovateli byli pravděpodobně členové rodu Vršovců.

### Územněsprávní začlenění
Dějiny územněsprávního začleňování zahrnují období od roku 1850 do současnosti. V chronologickém přehledu je uvedena územně administrativní příslušnost obce v roce, kdy ke změně došlo:
- 1850 země česká, kraj Praha, politický okres Rakovník, soudní okres Křivoklát[4]
- 1855 země česká, kraj Praha, soudní okres Křivoklát
- 1868 země česká, politický okres Rakovník, soudní okres Křivoklát
- 1939 země česká, Oberlandrat Kladno, politický okres Rakovník, soudní okres Křivoklát[5]
- 1942 země česká, Oberlandrat Praha, politický okres Rakovník, soudní okres Křivoklát[6]
- 1945 země česká, správní okres Rakovník, soudní okres Křivoklát[7]
- 1949 Pražský kraj, okres Rakovník[8]
- 1960 Středočeský kraj, okres Rakovník
- 2003 Středočeský kraj, obec s rozšířenou působností Rakovník

### Rok 1932
V obci Zbečno (875 obyvatel, poštovní úřad, telegrafní úřad, četnická stanice, katol. kostel) byly v roce 1932 evidovány tyto živnosti a obchody: výroba cementového zboží, holič, 4 hostince, kapelník, kolář, 2 košíkáři, kovář, 4 krejčí, 3 mlýny, 4 obuvníci, pekař, pokrývač, 2 porodní asistentky, 2 povozníci, 12 rolníků, 4 řezníci, 4 obchody se smíšeným zbožím, spořitelní a záložní spolek pro Zbečno, obchod se střižním zbožím, 3 trafiky, 3 truhláři, obchod s uhlím, obchod s uzenářským zbožím, zahradnictví, obchod se zemskými plodinami.
V obci Újezd nad Zbečnem (přísl. Pohořelec, 397 obyvatel) byly v roce 1932 evidovány tyto živnosti a obchody: 2 cihelny, 2 hostince, kovář, 6 rolníků, 2 obchody se smíšeným zbožím, trafika.

## Pamětihodnosti

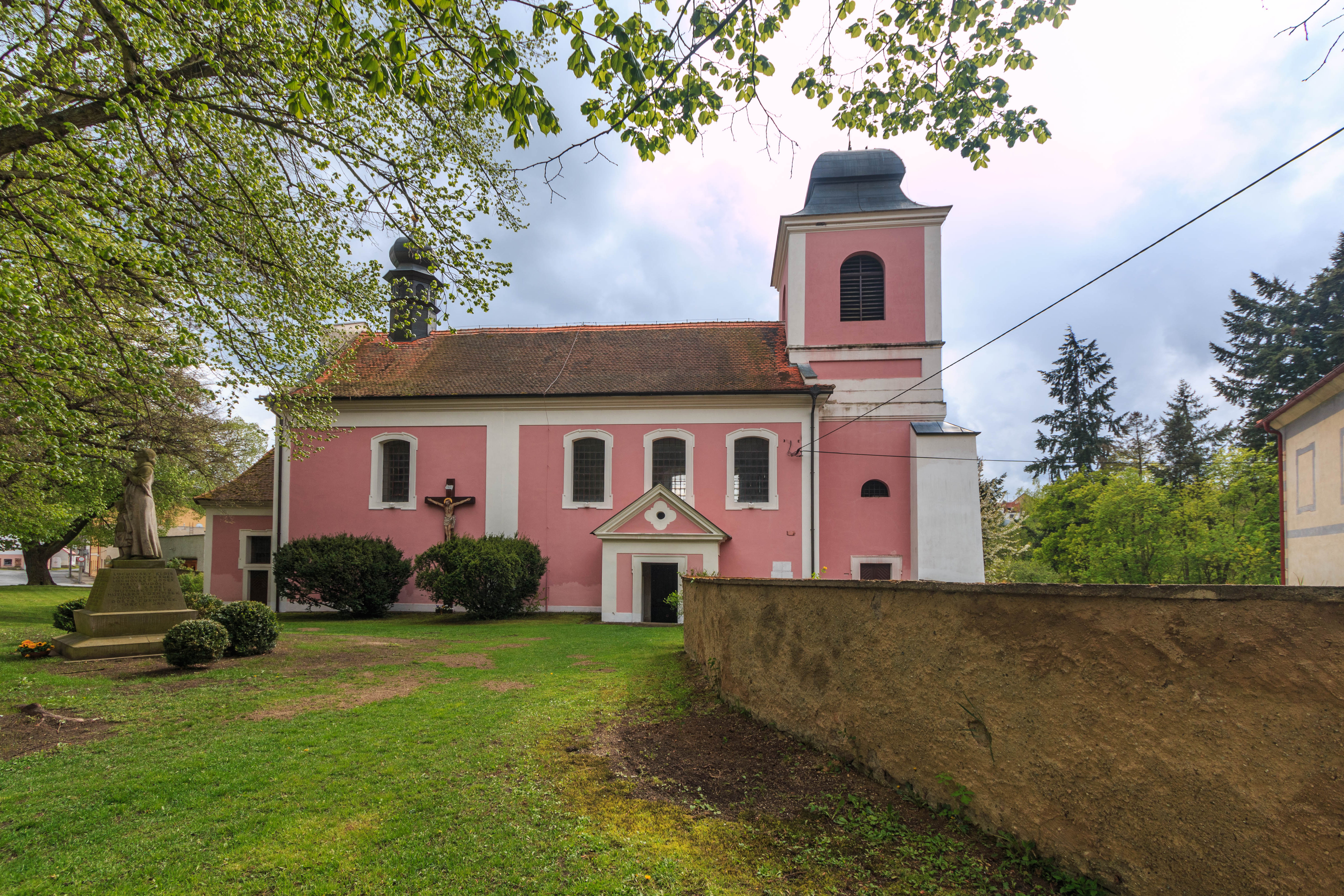
Kostel svatého Martina

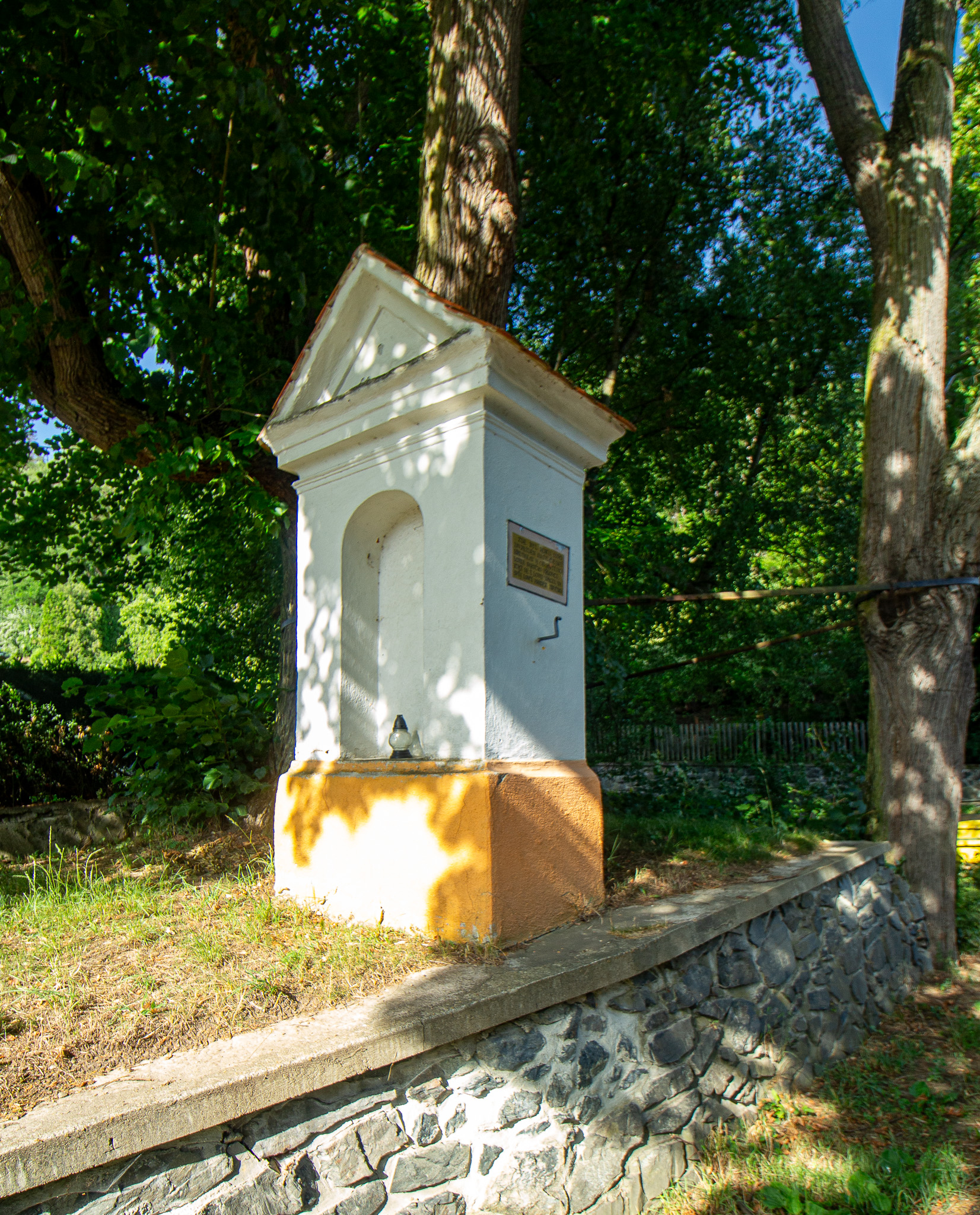
Výklenková kaple v místě zavraždění knížete Břetislava II.

- Kostel svatého Martina na návsi byl vysvěcen roku 1350.
- Hamousův statek č.p. 22 – roubený statek z 16. až 18. století. Postaven byl z dubového a jedlového dřeva. Po nějakou dobu sloužil i jako krčma a rychta. Do roku 1992 byl soukromý, od té doby je ve správě NPÚ. Zvenku je stavba nenápadná, cenné jsou však její interiéry. Proti vchodu zaujme černá kuchyně s chlebovou pecí. Vpravo je velká obytná místnost hospodáře a z ní se projde do malé světnice, která sloužila jako kuchyně hospodyně. V levé části budovy jsou dvě komory nad sebou. Horní komora sloužila ke skladování úrody, dolní ke skladování postrojů a nářadí. Součástí komplexu jsou i dva malé klenuté sklepy, výměnek, konírna a ovčín.
- Masarykův most přes řeku Berounku pojmenovaný po prvním československém prezidentovi spojuje obec Zbečno na levém břehu s nádražím na pravém břehu. Postaven byl v letech 1924 až 1925. Most má tři pole (37–50 metrů). Cena za most se vyšplhala na částku 1,7 milionu Kčs. Pamětní deska informuje: „Masarykův most postaven v létech 1924 až 1925 nákladem okresu Křivoklátského. Za předsedy okresní správní komise Rudolfa Mareše ze Sýkořice, přispěním státu a země. Projekt byl vypracován péčí zemského správního výboru Ing. Josefem Hartem a stavbu provedl Ing. Emil Štěrba v Berouně za dozoru zemského technika Ing. Františka Widemanna.“
- Druhý most, neveřejný, vede od nádraží Zbečno (v Újezdě nad Zbečnem) k sýkořickému lomu.
- Fara na návsi
- Rychta na náměstí
- Kaplička „na Riviéře“ stojí na místě, kde byl 20. prosince 1100 zraněn český kníže Břetislav II. (vládl 1092–1100). Nejstarší syn prvního českého krále Vratislava II. se vracel z lovu na dvorec ve Zbečně. Údajně si na něj počíhal vrah jménem Lork, kterého si najali Vršovci. Kníže na následky zranění zemřel o dva dny později. Na kapli je pamětní deska s textem: „Zde byl roku 1100 zavražděn kníže český Břetislav II. od jistého Lorka najatého Vršovci, když se z lovu vracel na svůj lovčí hrádek Zbečno.“
- V katastru místní části Újezd nad Zbečnem se rozkládá přírodní rezervace Stříbrný luh.

## Části obce
Obec Zbečno se skládá ze dvou částí na dvou stejnojmenných katastrálních územích:
- Zbečno (levý břeh Berounky, včetně údolí Štíhlice a Klíčavy, samoty Novina, vyhlídky Pěnčina atd.)
- Újezd nad Zbečnem (pravý břeh Berounky, včetně železniční stanice Zbečno a zastávky Újezd nad Zbečnem, osady Pohořelec a chatových osad uvnitř zákrutu Berounky)

## Doprava
Dopravní síť
- Pozemní komunikace – Obcí vede silnice II/201 Kralovice - Slabce - Křivoklát - Zbečno - Unhošť.
- Železnice – Obec Zbečno leží na železniční trati 174 Beroun - Rakovník. Je to jednokolejná celostátní trať, doprava na ní byla zahájena roku 1878. Na území obce leží železniční stanice Zbečno.

Veřejná doprava 2011
- Autobusová doprava – V obci zastavovaly autobusové linky Kladno - Zbečno(v pracovních dnech 12 spojů, o víkendech 6 spojů) a Roztoky-Křivoklát-Praha (o víkendech 1 spoj) (dopravce ČSAD MHD Kladno a. s.).
- Železniční doprava – Po trati 174 jezdilo v pracovních dnech 12 párů osobních vlaků, o víkendech 10 párů osobních vlaků.

## Fotografie

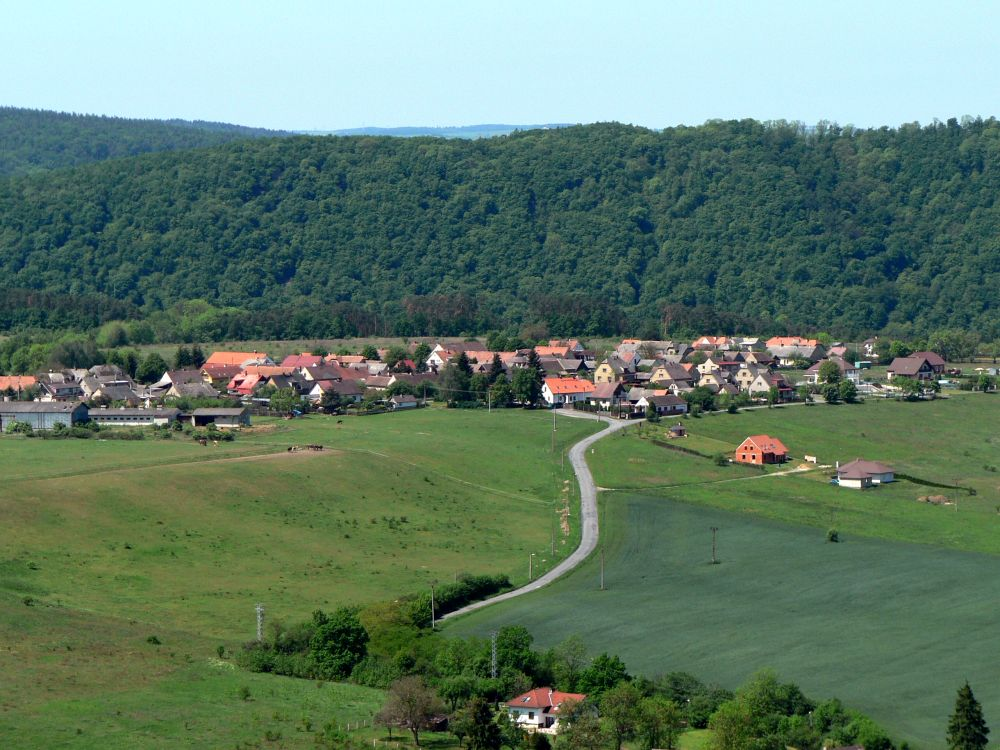
Újezd nad Zbečnem-Pohořelec
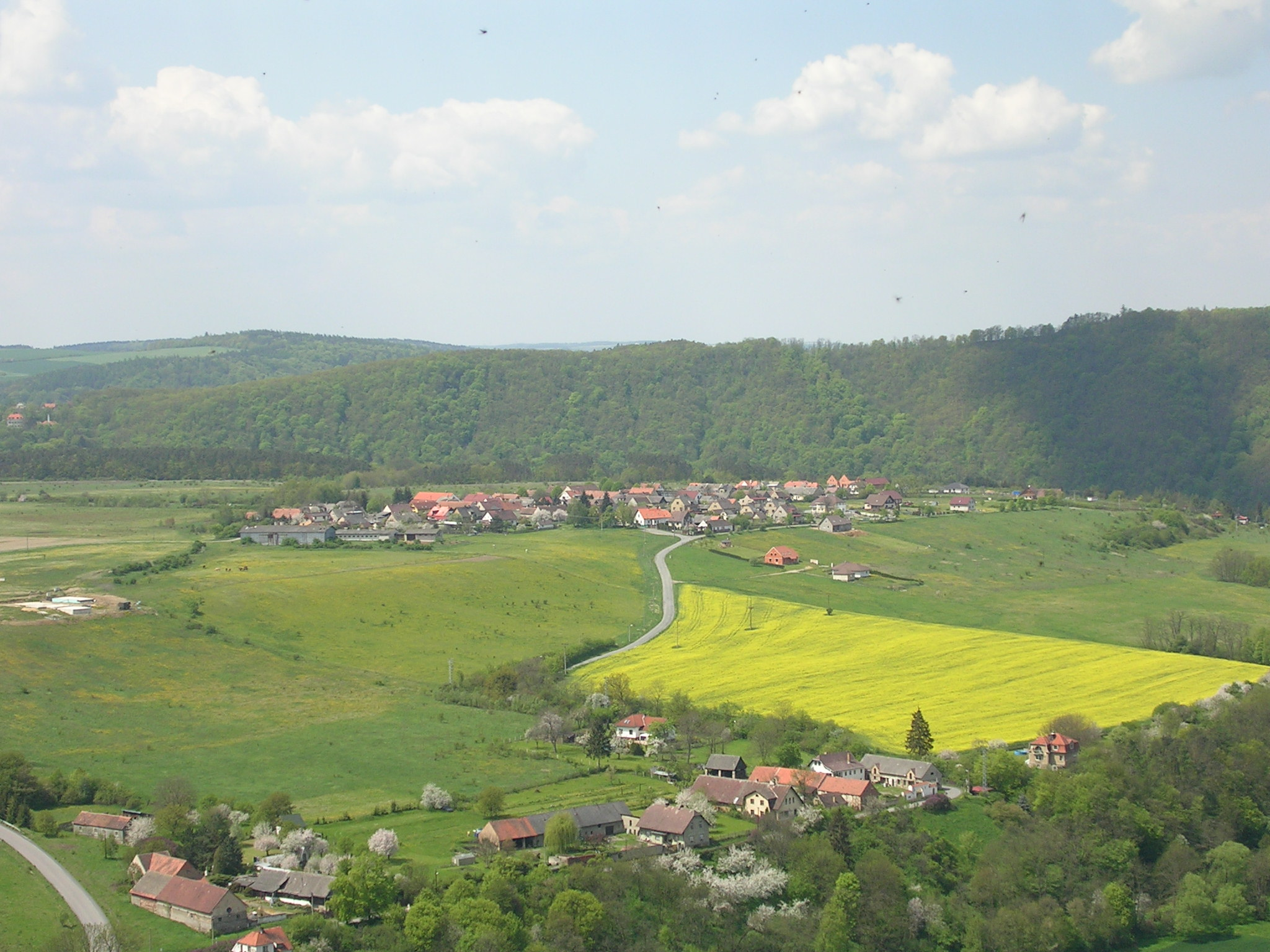
Část Újezda nad Zbečnem, nahoře na pláni újezdská osada Pohořelec. Pohled z vyhlídky Pěnčina.
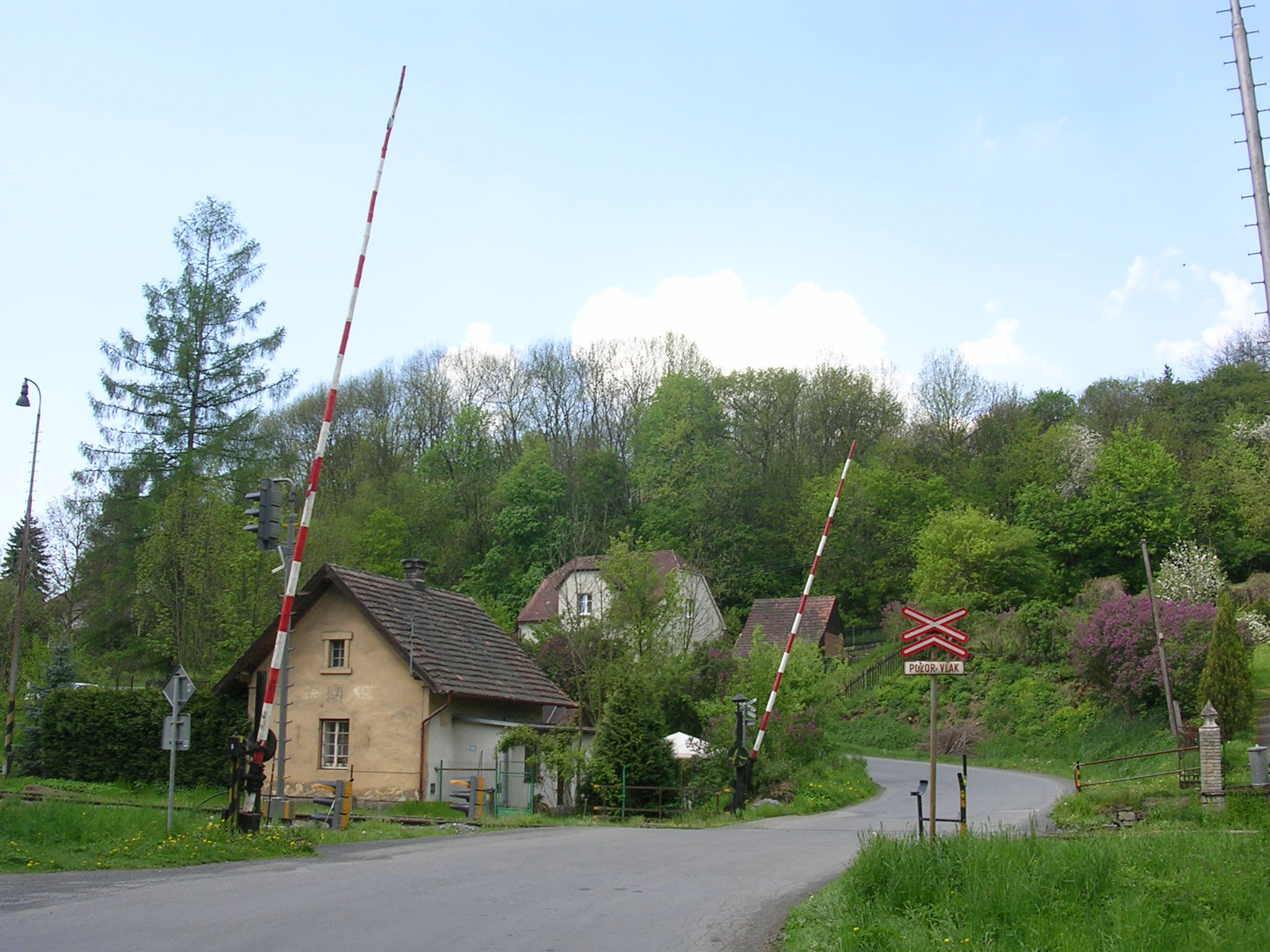
Újezd nad Zbečnem, železniční přejezd u stanice Zbečno
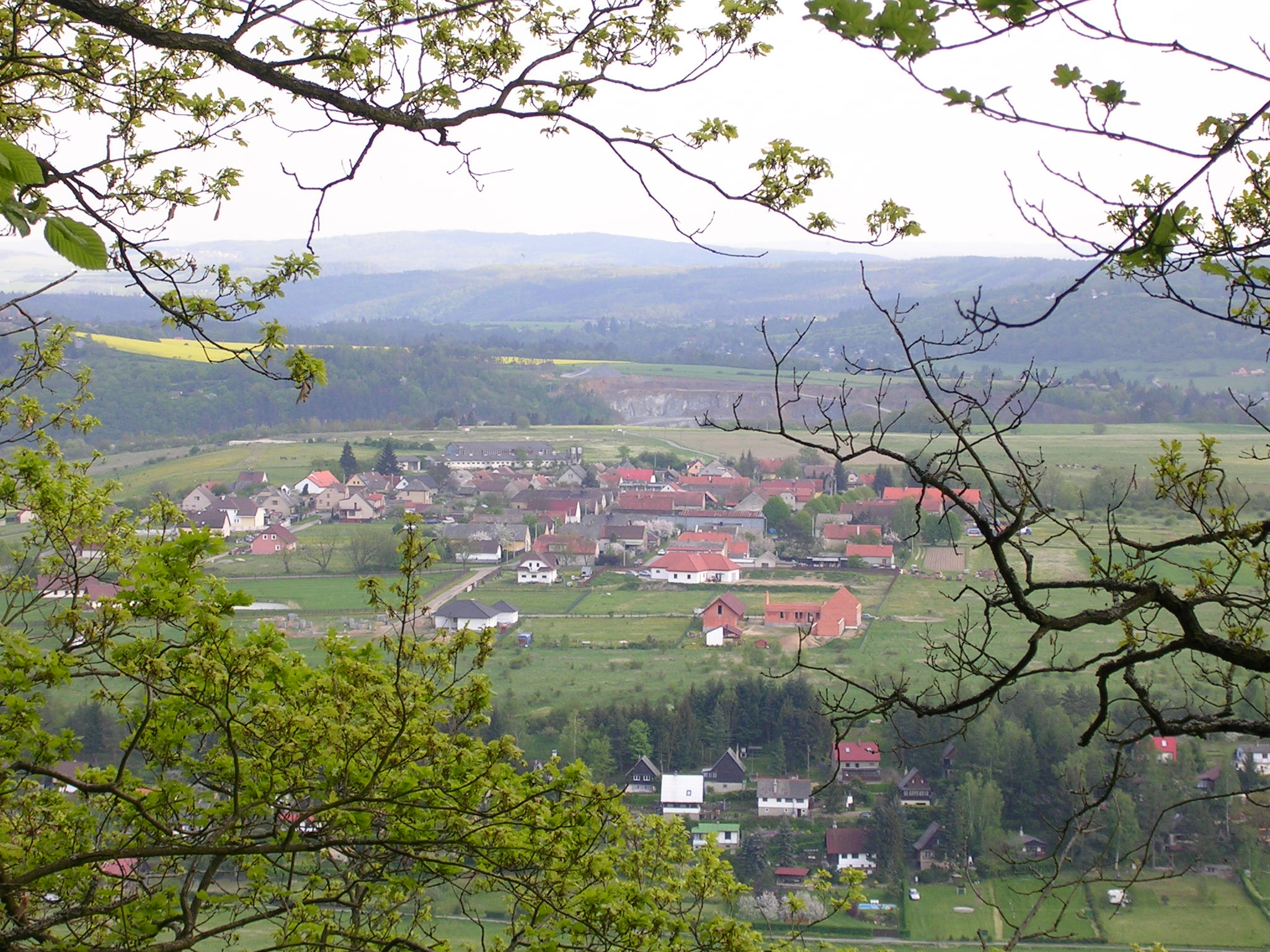
Pohořelec v pohledu z křivoklátské rezervace Brdatka. V pozadí sýkořický lom.
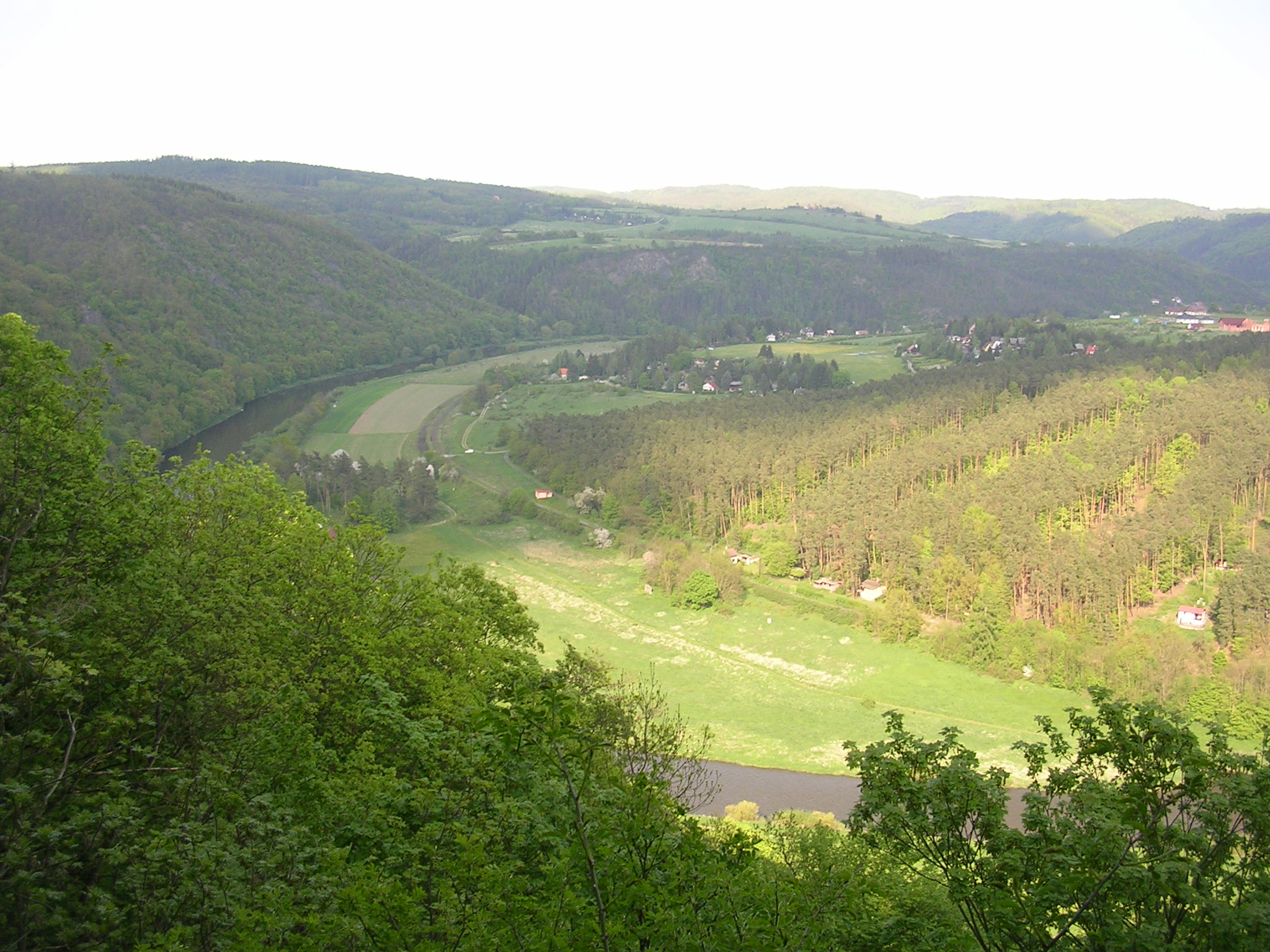
Výhled z Brdatky k údolí Štíhlice, chatové osady v severní části Újezda nad Zbečnem
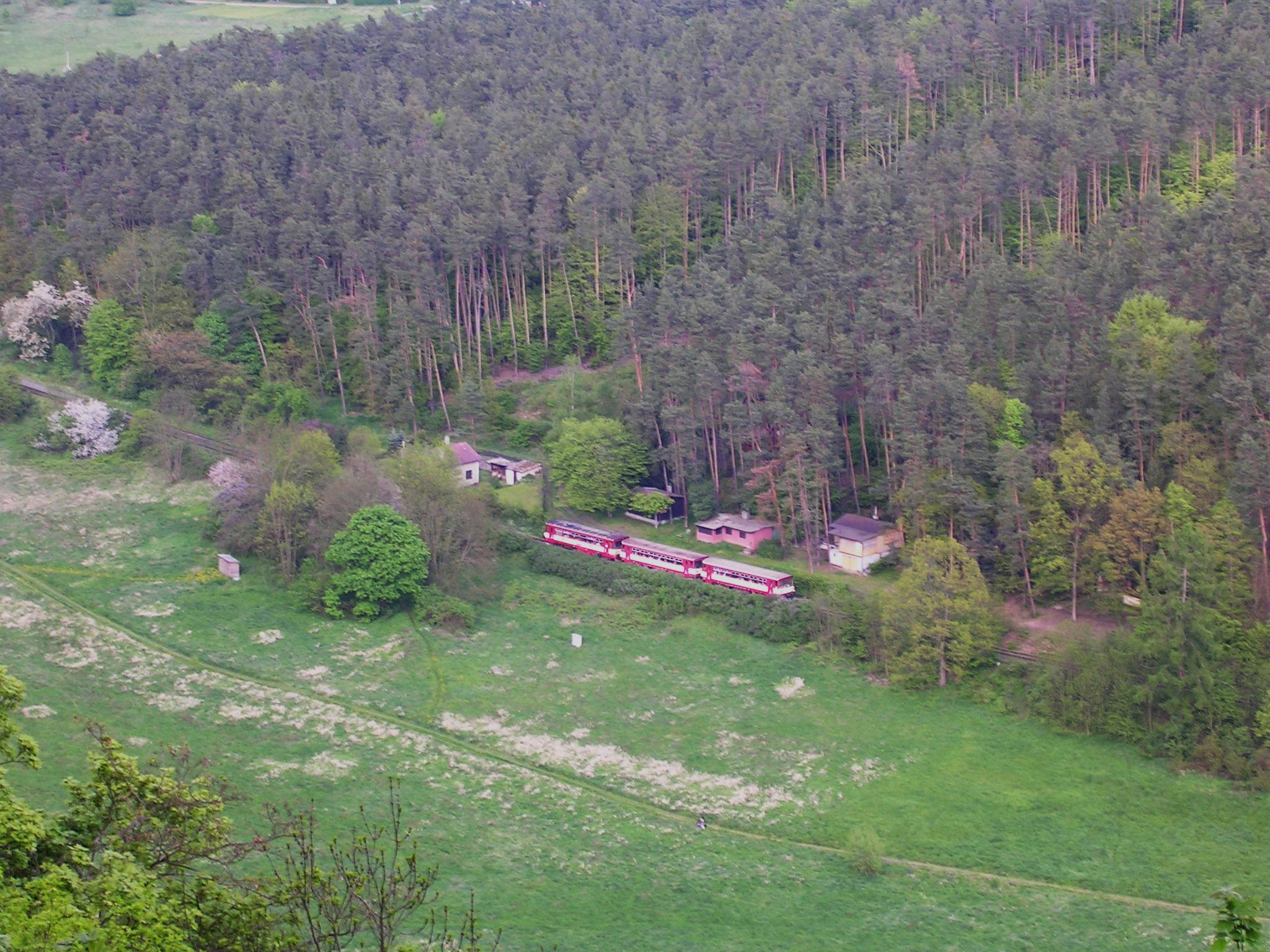
Okolí železniční zastávky Újezd nad Zbečnem
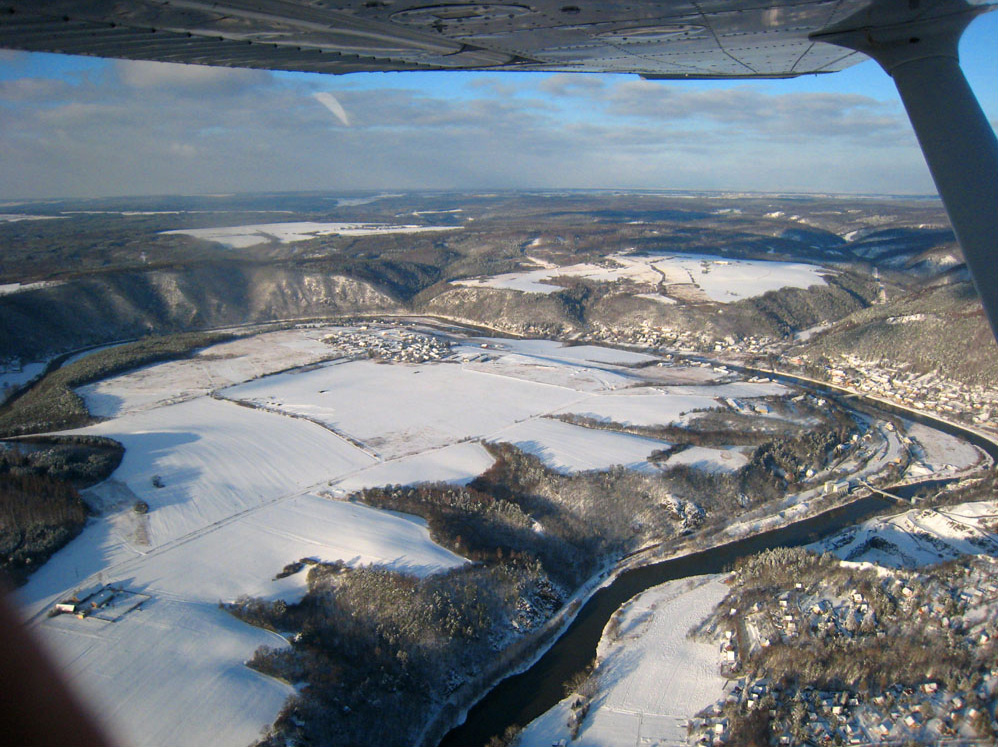
Zákruta Berounky kolem Újezda nad Zbečnem
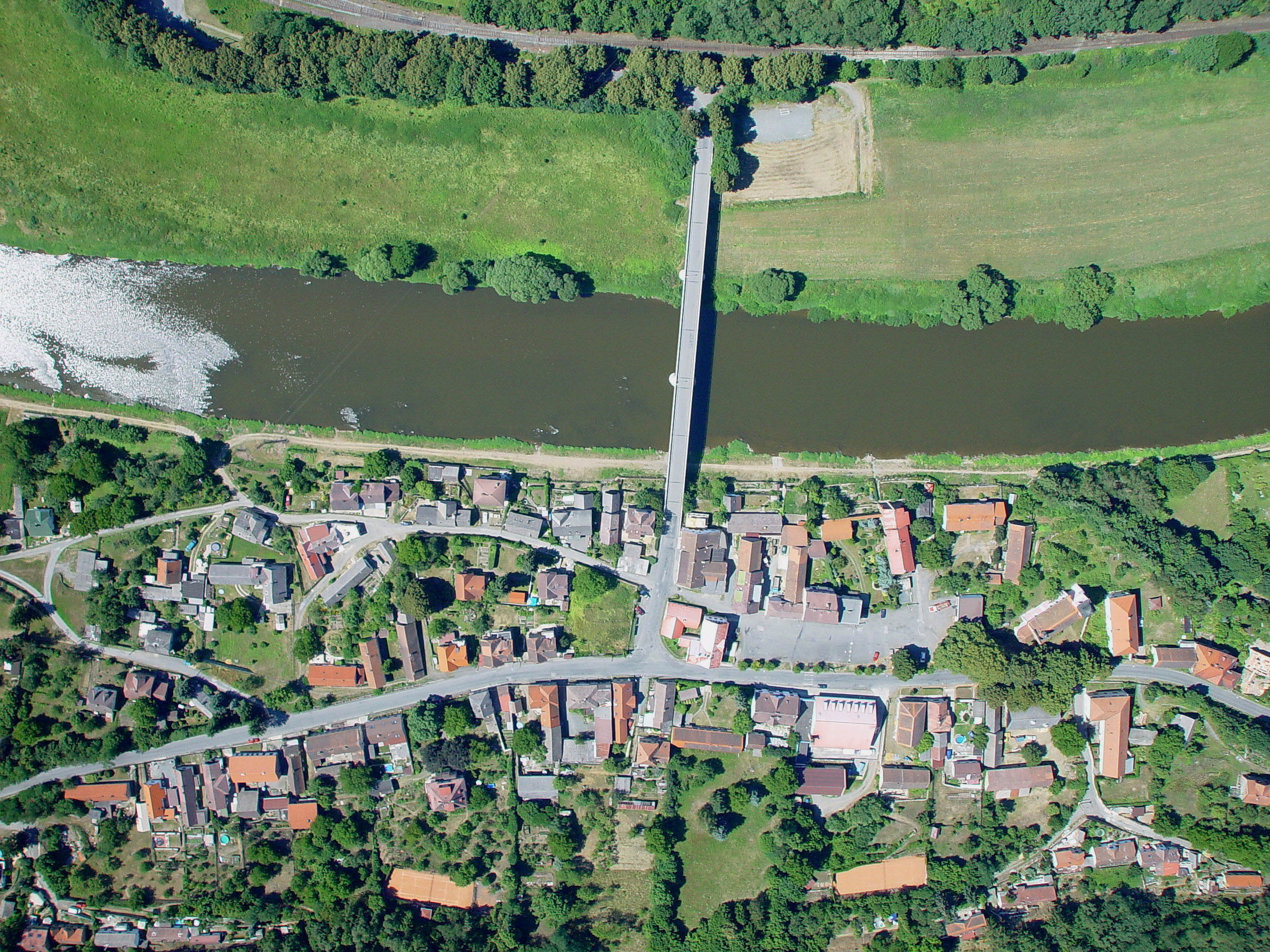
Letecký pohled na Zbečno
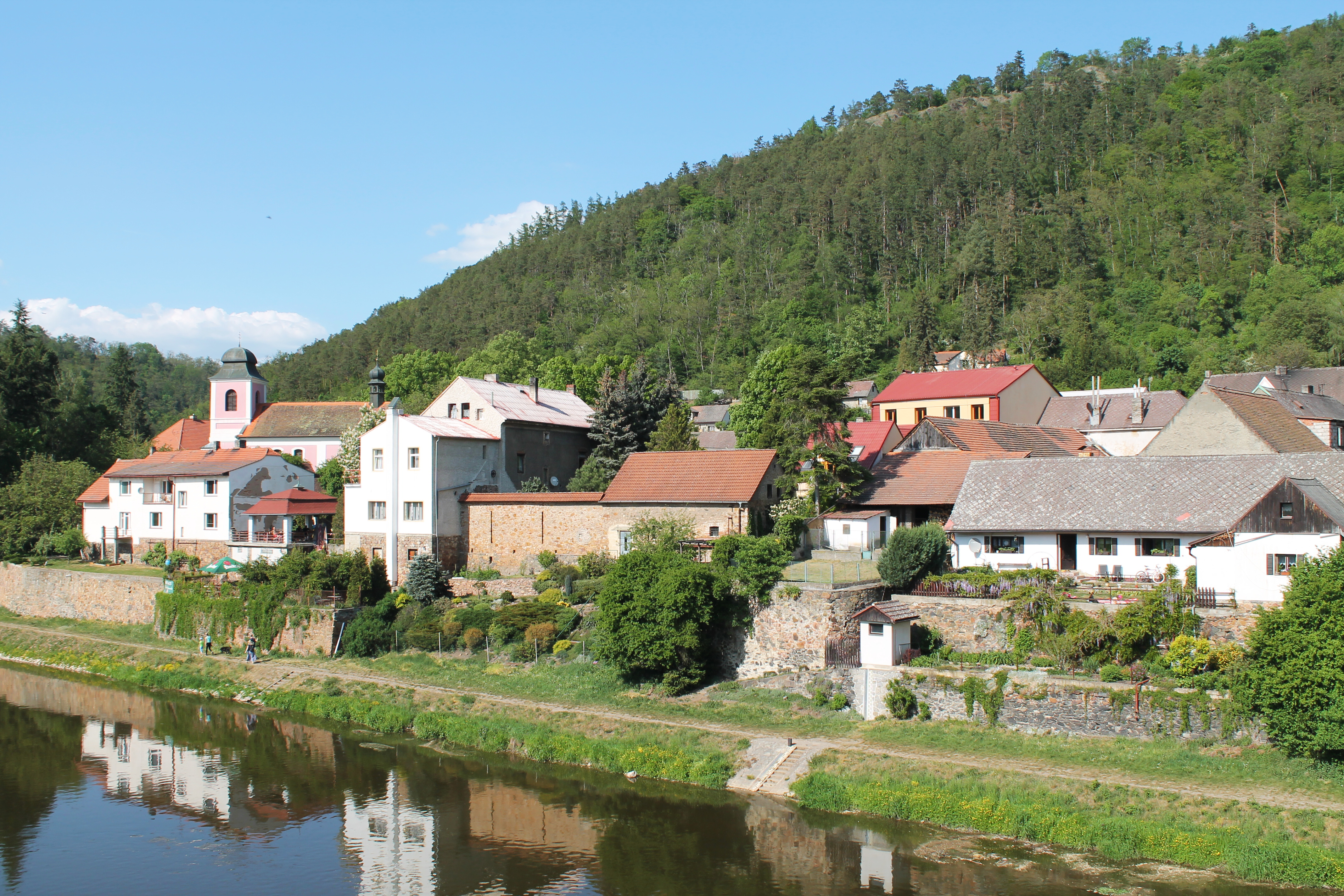
Zbečno pohledem z Masarykova mostu
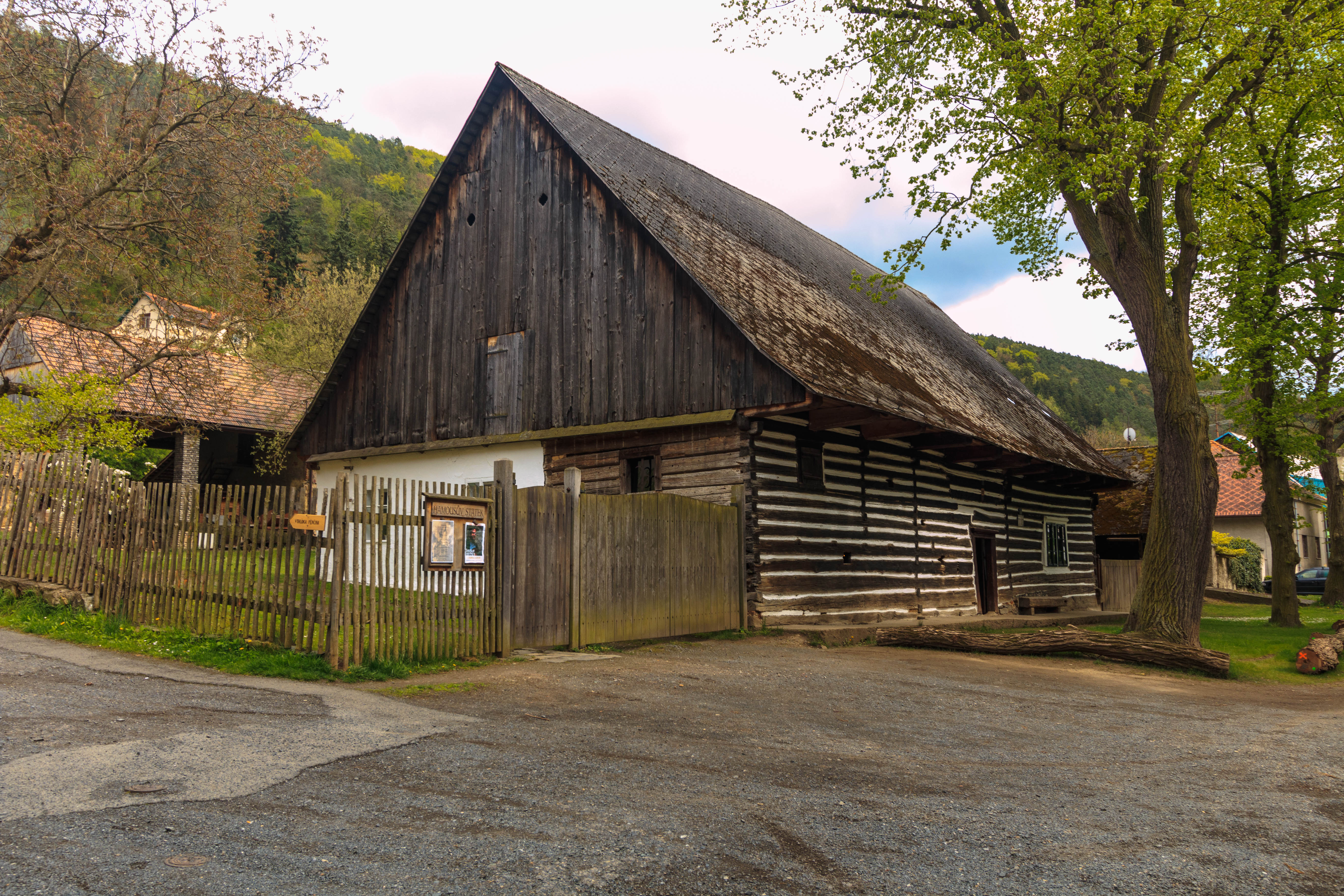
Hamousův statek